# Polarmail Ledge
Der Polarmail Ledge ist eine verhältnismäßig flache und keilförmige Hochebene in den Darwin Mountains des Transantarktischen Gebirges. Sie liegt 2000 m hoch oberhalb der Communication Heights im südlichen Teil des Midnight-Plateaus. In Höhe und Erscheinung ähnelt sie dem 1,5 km östlich befindlichen Skilton Ledge.
Das Advisory Committee on Antarctic Names benannte sie 2001 in Zusammenhang mit den Leistungen des Funkers Richard Chapman Johnson aus Nazareth, Pennsylvania, der von 1985 bis 2001 maßgeblich an der Betriebskoordination des Military Auxiliary Radio System und von Polarmail für die Kommunikation von Wissenschaftlern in Antarktika mit ihren Heimatländern mitgewirkt hatte.